# Oita Kōichi
Oita Kōichi (jap. 種田 孝一; * 9. April 1914 in der Präfektur Tokio; † 11. September 1996) war ein japanischer Fußballspieler.

## Nationalmannschaft
1936 debütierte Oita für die japanische Fußballnationalmannschaft. Oita bestritt zwei Länderspiele. Mit der japanischen Nationalmannschaft qualifizierte er sich für die Olympischen Spiele 1936.